# Alpha Centauri (album)
| Recensione     | Giudizio |
| -------------- | -------- |
| AllMusic       |          |
| Pitchfork      | 7.8/10   |
| Piero Scaruffi | 7.5/10   |

Alpha Centauri, pubblicato nel 1971, è il secondo album del gruppo di musica elettronica tedesco Tangerine Dream.

## Descrizione
La musica presente nell'album è molto diversa rispetto al precedente Electronic Meditation, a causa dell'uso massiccio delle tastiere e degli strumenti elettronici, anche se gli strumenti in primo piano restano ancora organo e flauto. L'altra grande differenza rispetto al primo lavoro della band è che in questo album vengono creati dei "paesaggi sonori" spaziali e oscuri. Infatti "Alpha Centauri" è considerato seminale per la kosmische musik.
Il disco vendette 20 000 copie in Germania, ed è stato ristampato su CD nel 2000 con una bonus track, Ultima Thule Teil 1/2, al giorno d'oggi singolo quasi introvabile.

## Tracce
1. Sunrise in the third system – 4:20
2. Fly and Collision of Comas Sola – 13:23
3. Alpha Centauri – 22:08
4. Oszillator Planet Concert (Bonus track) – 8:00
5. Ultima Thule Part One (Bonus track) – 3:20
6. Ultima Thule Part Two (Bonus track) – 4:23

## Formazione
- Edgar Froese – chitarra, basso glissato, organo elettrico, voce, macchina del caffè
- Steve Schroyder – organo Hammond, organo farfisa, voce, diverse macchine per l'eco, iron stick
- Christopher Franke – percussioni, flauto di loto, zither, pianoharp, sintetizzatore EMS VCS3
- Udo Dennebourg – flauto e voce
- Roland Paulyck – sintetizzatore EMS VCS3

### Crediti
Composto, suonato e prodotto da Chris Franke, Edgar Froese e Steve Schroeder.
Registrato nel gennaio del 1971 allo Studio Dierks di Stommelen/Koeln.
Ingegnere del suono: Dieter Dierks.
Pittura di copertina: Monique ed Edgar Froese.

## Uscite Discografiche in LP
- OHR (1971) codice prima stampa tedesca OMM 56012 (copertina apribile "gatefold cover")
- Polygram (1973) stampa inglese
- PDU (1976) stampa italiana
- Virgin Records Ltd. (1976) ristampa inglese; doppio LP con Atem
- Relativity Records (1985) ristampa americana
- Essential Records (1999) ristampa inglese
- Earmark (2003) ristampa italiana

### Ristampe in CD
- Jive Electro (1986) codice C TANG 5 (fabbricato in Austria per mercato inglese e tedesco)
- Relativity Records Inc. (1987) codice 88561 -8069-2 (fabbricato USA per mercato americano)
- Sequel Records (1996) codice 1033-2 (fabbricato USA per mercato americano "rimasterizzato")
- Essential Records (1996) codice ESM CD 346 (fabbricato UK per mercato inglese e tedesco "rimasterizzato")
- Castle Music (1999) codice CMACD 553 (fabbricato UK per mercato inglese e americano "rimasterizzato")
- Castle Music / Sanctuary Ltd. (2002) codice CMRCD 566 (fabbricato UK per mercato europeo "rimasterizzato")
- Arcangelo (2004) codice ARC-7046 (fabbricato in Giappone, copertina in cartone "paper sleeve")
- Arcangelo (2008) codice ARC-8006 (fabbricato in Giappone, copertina in cartone "paper sleeve")